# 等冪和問題
等冪和問題是數論中一個有趣的問題，所謂等冪和即將左右不全等的等式兩邊各數字做同次方(冪)並相加後，能使等式成立，即能滿足下方一系列等式者，稱作「等冪和」。

{\displaystyle a_{1}^{1}+a_{2}^{1}+a_{3}^{1}+...+a_{n}^{1}=b_{1}^{1}+b_{2}^{1}+b_{3}^{1}+...+b_{n}^{1}}

{\displaystyle a_{1}^{2}+a_{2}^{2}+a_{3}^{2}+...+a_{n}^{2}=b_{1}^{2}+b_{2}^{2}+b_{3}^{2}+...+b_{n}^{2}}

……

{\displaystyle a_{1}^{k}+a_{2}^{k}+a_{3}^{k}+...+a_{n}^{k}=b_{1}^{k}+b_{2}^{k}+b_{3}^{k}+...+b_{n}^{k}}

（以上所有數皆屬於整數）
關於這類數組的規律，尚無清楚且公認解答。目前已知最大的解为A = {±22, ±61, ±86, ±127, ±140, ±151}，B = {±35, ±47, ±94, ±121, ±146, ±148}，k=11。